# Brankard

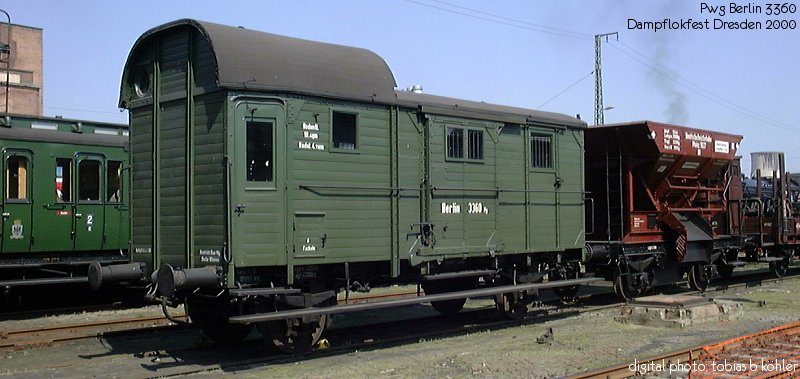
Typowy brankard niemieckiej konstrukcji

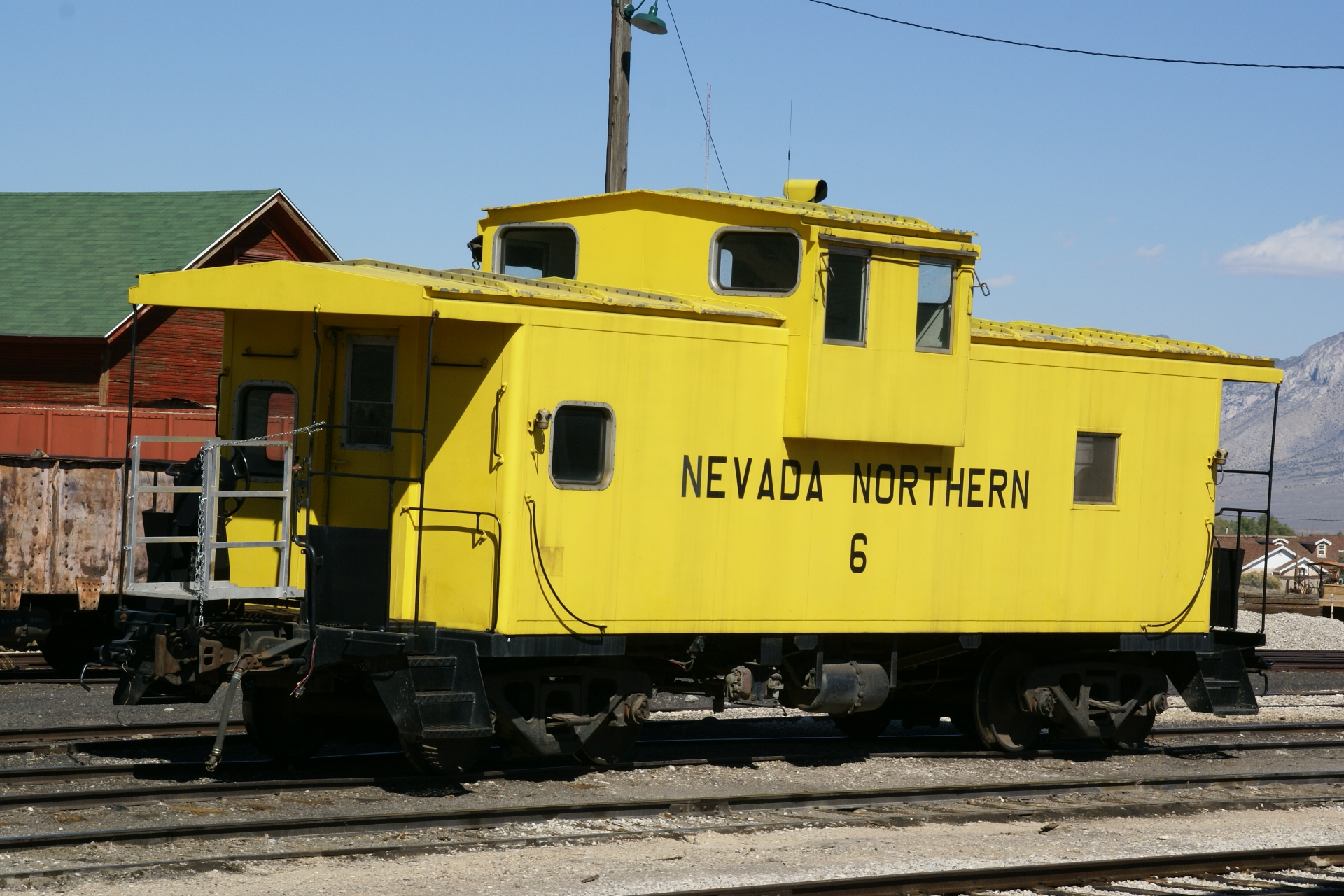
Amerykański typ wagonu służbowego (caboose)

Brankard (z fr. brancard, dosłownie: nosze) – wagon służbowy przystosowany do przewozu personelu kolejowego (kierownika pociągu, drużyny manewrowej i bagażowych) w pociągu towarowym. Służył do użytku wewnętrznego, przeważnie na liniach lokalnych (drugorzędnych). Przyczepiany był na końcu pociągów towarowych. W brankardzie podróżowali m.in. pracownicy kolei niezbędni do obsługi ruchu towarowego, w sytuacji, gdy na mniejszych stacjach mogło nie być personelu do tego celu. Czasem adaptowane były z wagonów bagażowych lub towarowych. W pierwszych latach po wojnie, w brakach taboru zastępowany bywał budką dobudowaną na tendrze. Wraz z rozwojem techniki kolejowej w II połowie XX wieku potrzeba stosowania brankardów zanikła.
Brankardy niemieckiej budowy sprzed II wojny światowej (klasyfikowane w Niemczech jako „wagon towarzyszący” – Begleitwagen, symbol Pwg), używane również w Polsce, wywodziły się konstrukcją z wagonów bagażowych lub towarowych i miały na jednym końcu podwyższoną część z przedziałami kierownika pociągu i bagażowego, a w pozostałej części przedział bagażowy z uskokiem dachu. W skład wyposażenia wchodził na ogół piecyk do ogrzewania. Najliczniejsze były wagony pruskiego typu Pwg Pr 14, budowane w latach 1913–1929 (koleje DRG otrzymały ich 7200 sztuk).
W USA wagony tego rodzaju określane są jako caboose i wyróżniają się specyficzną budową, najczęściej z wieżyczką obserwacyjną pośrodku na dachu, umożliwiającą kontrolę stanu pociągu. Od lat 20. XX wieku stosowano też typ z oknami w wykuszach po bokach. Malowane na ogół w jaskrawe kolory, stały się typowym i przepisowym elementem amerykańskich pociągów towarowych od połowy XIX wieku aż do lat 80. XX wieku. W połowie lat 20. XX wieku towarzystwa kolejowe w USA eksploatowały ok. 34 tys. wagonów tego rodzaju.
W Wielkiej Brytanii wagony tego typu określane są jako brake van – wagon hamulcowy.